# لمانز دیتونا هایپرکار

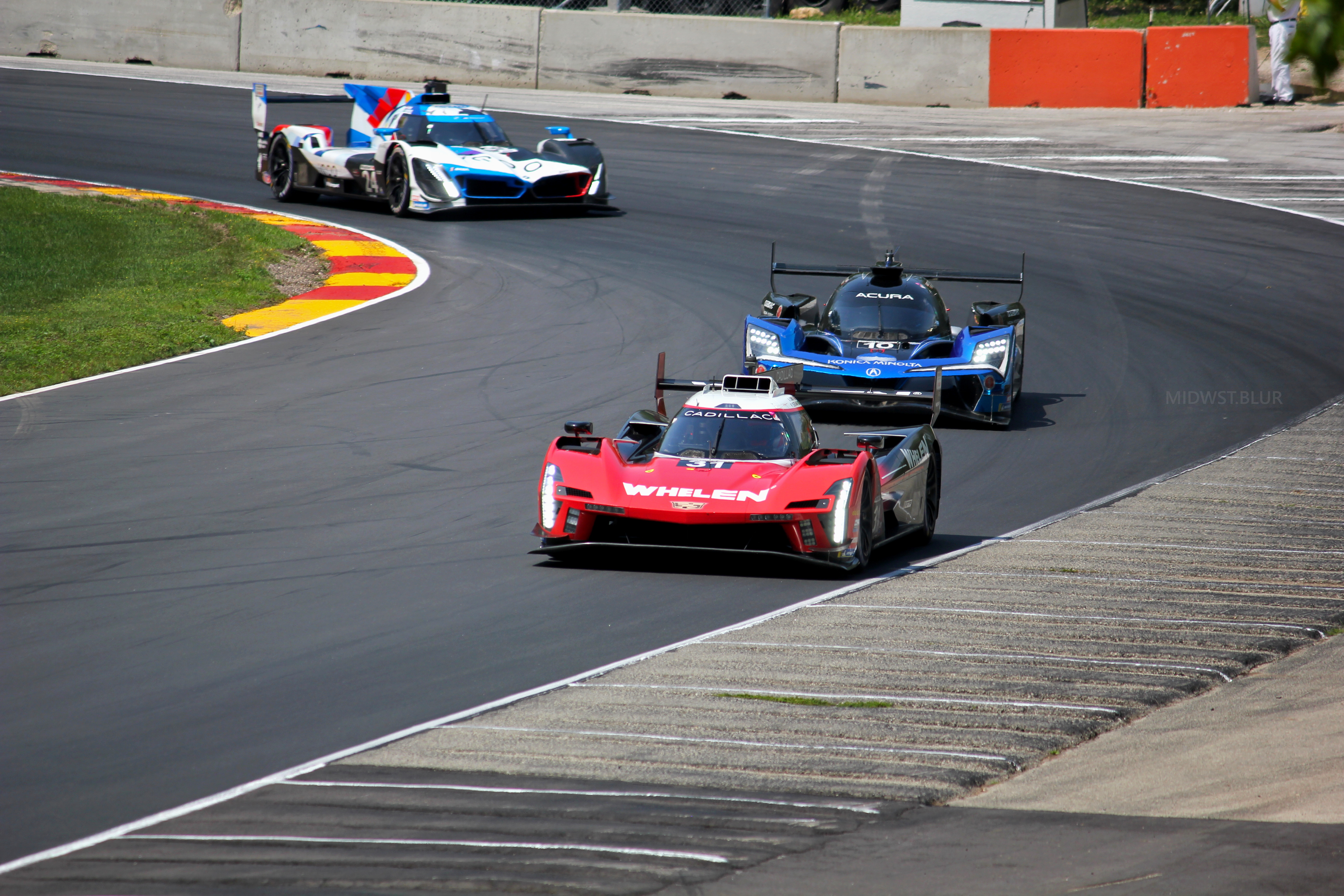
به ترتیب کادیلاک، آکورا و بی‌ام‌و در مسابقه رود آمریکا

لمانز دیتونا هایپرکار (Le Mans Daytona Hypercar) که با اسم ال‌ام‌دی‌اچ نیز شناخته می‌شود یک کلاس نمونه اولیه ابر خودروهای ورزشیاست که در کنار خودروهای کلاس لمانز هایپرکار و کلاس گرند تورینگ پروتوتایپ (GTP) برای مسابقات اتومبیل‌های ورزشی ایمسا از سال ۲۰۲۳ رقابت می‌کند. این کلاس هایپرکار در مسابقات جهانی استقامت شرکت می‌کند.
قوانین ال‌ام‌دی‌اچ به‌طور مشترک توسط انجمن بین‌المللی ورزش‌های موتوری (ایمسا) و اتومبیل کلاب دل او'اِست (ACO) ایجاد شده است. این خودروها به عنوان جانشین کلاس دیتونا اینترنشنال پروتوتایپ شده است و از مقرراتی استفاده می‌کنند که برای تبدیل شدن به نسل بعدی قوانین بین‌المللی دیتونا پروتوتایپ برنامه‌ریزی شده بود و با قوانین کلاس لمانز هایپرکار همگرا شده است.
شورای جهانی ورزش موتوری فیابه خودروهای ال‌ام‌دی‌اچ اجازه داده بود تا در فصل مسابقات جهانی استقامتی ۲۰۲۲ «برای اطمینان از معرفی یکپارچه» در سال ۲۰۲۳ شرکت کنند، با این حال، هیچ خودروی ال‌ام‌دی‌اچ در هیچ‌یک از مسابقات فصل ۲۰۲۲ شرکت نخواهد کرد و در عوض اولین حضور خود را در فصل ۲۰۲۳ انجام خواهند داد.

## تاریخچه

### ال‌ام‌دی‌اچ (LMDh)
در ۲۴ ژانویه ۲۰۲۰، قبل از برگزاری مسابقه ۲۴ ساعته دیتونا، یک کنفرانس مطبوعاتی مشترک بین اتومبیل کلاب دل او'اِست و کمیته برگزاری ایمسا در یست بین‌المللی دیتونا برگزار شد، که در کلاب دل او'اِست و برگزار کنندگان مسابقات ایمسا قوانین جدید لمانز دیتونا هایپرکار (ال‌ام‌دی‌اچ) را اعلام کردند. این خودرو جایگزین کلاس دیتونا اینترنشنال پروتوتایپ (DPi) شده است و با کلاس لمانز هایپرکار همگرا شده است.
همچنین برنامه‌ریزی شده بود که برای اولین بار از سپتامبر ۲۰۲۱ در اروپا معرفی شود، قبل از اینکه اولین نمایش خود را در آمریکای شمالی در سال ۲۰۲۲ در مسابقه ۲۴ ساعت دیتونا داشته باشد.

## سازندگان تأیید شده
| سازنده     | مدل            | تصویر | شاسی       | معرفی                 | منبع                        |
| ---------- | -------------- | ----- | ---------- | --------------------- | --------------------------- |
| آکورا      | ای‌آراکس-۰۶     |       | اورکا      | ۲۴ ساعت دیتونا ۲۰۲۳   | [ ۸ ]                       |
| بی‌ام‌و      | ام هایبرید وی۸ |       | دلارا      | ۲۴ ساعت دیتونا ۲۰۲۳   | [ ۹ ]                       |
| کادیلاک    | وی-سریز. آر    |       | دلارا      | ۲۴ ساعت دیتونا ۲۰۲۳   | [ ۱۰ ]                      |
| پورشه      | ۹۶۳            |       | مولتی‌ماتیک | ۲۴ ساعت دیتونا ۲۰۲۳   | [ ۱۱ ]                      |
| آلپاین     | ای۴۲۴          |       | اورکا      | ۱۸۱۲ کیلومتر قطر ۲۰۲۴ | [ ۱۲ ] [ ۱۳ ] [ ۱۴ ] [ ۱۵ ] |
| لامبورگینی | اس‌سی۶۳         |       | لیجیر      | ۱۸۱۲ کیلومتر قطر ۲۰۲۴ | [ ۱۶ ] [ ۱۷ ]               |